# Octavian Drăghici
Octavian Valentin Drăghici (sinh ngày 26 tháng 11 năm 1985) là một cầu thủ bóng đá người România, thi đấu cho Poli Timișoara. Anh có màn ra mắt ở Liga I vào ngày 15 tháng 8 năm 2008, trong trận đấu giữa CS Otopeni và FC Timișoara.